# Erik Ihrfors
Erik Ferdinand Ihrfors, född 28 januari 1846 i Munktorps socken, död 12 januari 1929 i Vadstena, var en svensk antikvarisk forskare som fokuserade på medeltidens kyrkliga konst.

## Biografi
Erik Ihrfors var enligt uppgifter i sin självbiografi utomäktenskaplig son till Alexander Reuterskiöld och Maria Christina Ihrfors. Han var 1858 elev vid Linköpings högre allmänna läroverk och 1859-1860 vid Västerås högre allmänna läroverk. I ungdomen var han en tid betjänt hos en adelsman och kom då i kontakt med Leonhard Fredrik Rääf som efter att 1872 ha sett teckningar av Ihrfors uppmuntrade honom att fortsätta sysselsätta sig med antikvarisk dokumentation. Under en period bodde han på Tjustads gård i Ukna socken, därefter hos Hjalmar Gustaf Hazelius på Klackeberg och senare hos Leonard Fredrik Rääfs dotter Kerstin Ahlbrandt först på Rings gård i Å socken och därefter i Norrköping. Där arbetade han en tid vid Norrköpings läroverksbibliotek, 1900-1918 var Ihrfors extraordinarie amanuens vid Vadstena landsarkiv.
Erik Ihrfors uppfattades som en mycket originell person. Vid sina dokumentationsresor fotvandrade han vanligen mellan kyrkorna, vanligen mycket enkelt klädd. Han var mycket religiöst from och konverterade 1885 till katolicismen. Ett utslag av hans ödmjukhet var att han vanligen endast signerade sina dokumentationsvolymer E.I. (Ericus nihilissimus) i mycket liten stil på undanskymd plats i verken. Ihrfors dokumentationsmaterial som insamlades under sommarhalvåret ägnade han sedan vinterhalvåret åt att bearbeta i volymer med titlar som Ostrogothia sacra, Smolandia sacra och så vidare. Volymerna illustrerades med tuschteckningar som Ihrfors gjort på plats. Han tilldelades 1887 Kungliga Vitterhets Historie och Antikvitets Akademiens medalj i silver, 1928 samma medalj i guld.